# Нарова (плем'я)
Нарова - стародавнє населення Принаров'я. Спочатку населяли обидва береги Нарви, проте згодом були витіснені воддю з правобережжя Нарви і з тих пір розселялися виключно на лівобережжі.
Перша згадка про нарову зустрічається в тексті «Повісті временних літ» у перерахуванні племен під владою київських князів. Наступна достовірна згадка нарови в руських літописах зустрічається 1069 року. Під назвою Нарова розумілося населення Принаров'я, що відносилося до чуді, але в той же час виразно відрізнялося від сусідніх племен. Самоназва цього племені і дала ім'я річці Нарові (зараз річка Нарва) та однойменному місту.
Щодо походження нарови існуює кілька версій. Деякі естонські дослідники висловлювали думку, що нарова склалася в результаті змішування чудь-єреви та воді. Є також версія, що нарова поклалась на основу фінізації дофінського етнічного субстрату саамів.
Деякі дослідники пов'язують частину Новгорода під назвою Неревський кінець із наровою, що в Русі називалася також нерева. Проте, є також припущення, за якими назва Неревського кінця пов'язана з племенем меря.
Чисельність племені зменшувалася протягом усього середньовіччя через численні військові дії на його території. Як самостійна етнічна одиниця нарова остаточно припинила своє існування в результаті політики етнічної уніфікації, що проводилася в Естонії в 1930-ті роки. Сліди існування цієї народності простежуються в етнографічній своєрідності Іда-Вірумаа сучасної Естонії.